# Dawid Kruiper

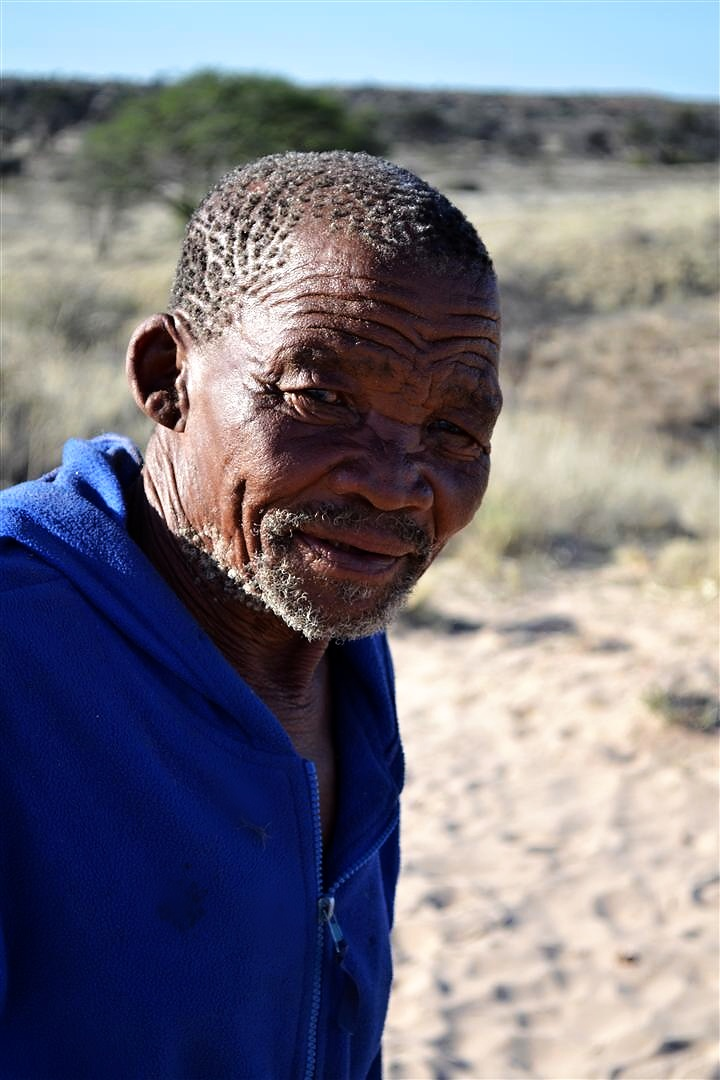
Dawid Kruiper (2011)

Dawid Kruiper (* 1936 in der Kalahari; † 13. Juni 2012 in Upington) war ein südafrikanischer traditioneller Herrscher, Heiler, Aktivist und Schauspieler. Er gehörte den San an.

## Leben
Kruiper wurde im Gebiet des damaligen Kalahari National Park als Angehöriger der ǂKhomani-San geboren. Sein Vater Regopstaan war der Anführer der Gruppe, Dawid war der Erstgeborene.
1987 wurde er Anführer der //Sa! Makai. Er spielte in dem 1989 südafrikanischen Film Die Götter müssen verrückt sein II eine Nebenrolle als Fährtenleser; weitere Nebenrollen, teils in deutschen Filmen, folgten.
1994 trat Kruiper als Redner vor den Vereinten Nationen in Genf für die Rechte der indigenen Völker ein. In seinem Heimatland setzte er sich für Gebietsansprüche der San ein und erreichte, dass ihnen zwischen 1999 und 2001 rund 65.000 Hektar Land sowie Nutzungsrechte für weitere Gebiete zugesprochen wurden. 2004 reiste er per Anhalter von der Kalahari nach Kapstadt, um den damaligen südafrikanischen Präsidenten Thabo Mbeki zu treffen. Kruiper kritisierte auch die Ausbeutung traditionell von San genutzter Heilpflanzen wie der Hoodia durch westliche Konzerne. Er setzte sich für den Erhalt der San-Sprachen ein.
Kruiper nannte sich selbst Die ou ram (etwa: „Der alte Widder“).
Er starb 2012 in einem Krankenhaus in Upington. In einem Staatsbegräbnis wurde er in Witdraai an der Seite seiner Frau beigesetzt.

## Ehrungen
- 2014 wurde Kruiper postum mit dem Order of the Baobab in Silber ausgezeichnet.
- 2016 wurde die Gemeinde Dawid Kruiper in der Provinz Nordkap nach ihm benannt.

## Filmografie
- 1989: Die Götter müssen verrückt sein II
- 1990: The Sandgrass People
- 2001: Liebe. Macht. Blind. (Fernsehfilm)
- 2009: Ellas Geheimnis (Fernsehfilm)